# Pärlfiske
Pärlfiske är fångst av flodpärlmussla (Margaritifera margaritifera) för att få tag på de pärlor som vissa musslor producerar. Musslans pärlor bildas då främmande partiklar följer med vattnet in i musslan då den andas och äter. Om musslan då inte kan göra sig av med partikeln så överlagras den med pärlemor från manteln i musslans skal. Pärlfisket höll på att utrota flodpärlmusslan och det förbjöds i Sverige 1994. Men fram till dess var verksamheten pågående, bland annat utanför Jokkmokk i Pärlforsens revir som låg under Domänverket, numer Sveaskog. Fisket efter flodpärlmussla torde ha varit en inkomstbringande bisyssla för många men bedrevs även i bolagsform.